# Lale Sokolov
Pour les articles homonymes, voir Sokolov.
Lale Sokolov, né Ludwig Eisenberg le 28 octobre 1916 à Krompachy, royaume de Hongrie  (aujourd'hui Slovaquie) et mort le 31 octobre 2006, est un homme d'affaires australien d'origine austro-hongroise, survivant de la Shoah.
Déporté à Auschwitz en 1942, il devient le tatoueur du camp de concentration, fonction qu'il occupe jusqu'à la libération du camp. Il ne le révèle que 50 ans après, en 2003, après la mort de son épouse.

## Biographie
Ludwig « Lale » Eisenberg naît le 28 octobre 1916 à Korompa (aujourd'hui Krompachy), royaume de Hongrie, aujourd'hui Slovaquie,.

### Auschwitz
Il est déporté à Auschwitz en avril 1942, où il est tatoué du numéro 32 407 et doit travailler à la construction de blocs d'habitation destinés à l'expansion du camp. Il tombe rapidement malade de la fièvre typhoïde mais survit néanmoins, vraisemblablement grâce à l'aide de ses camarades de bloc. Un prisonnier français, connu sous le nom de « Pepan », le tatoueur (Tätowierer), lui demande de travailler avec lui et Eisenberg devient son assistant. Pepan, qui était professeur d'université en économie à Paris, avait été déporté pour son activisme communiste.
Un mois plus tard, Pepan disparaît. Lale Eisenberg devient alors le tatoueur du camp, responsable de la numérotation des déportés. À ce titre, il est intégré à la Politische Abteilung et un officier SS est affecté à sa surveillance. Grâce à ce travail, il est « un peu plus loin de la mort que les autres prisonniers » et reçoit un certain nombre d'avantages tels qu'une chambre individuelle, des rations supplémentaires et du temps libre après son travail.
Lale Eisenberg rencontre Gisela « Gita » Furman en juillet 1942 alors qu'il tatoue un groupe exclusivement féminin nouvellement arrivé,. Alors que le livre d'Heather Morris affirme que Gita a reçu le numéro 34 902, plusieurs articles de presse indiquent qu'il s'agissait en fait du 4 562. Lale Eisenberg utilise sa position relativement privilégiée pour la maintenir en vie en lui envoyant de la nourriture et des messages par le biais de sa garde personnelle et en la faisant « déménager à un meilleur poste de travail ». Avec l'aide d'un officier SS nommé Baretzki, ils correspondent et se rencontrent brièvement le dimanche, jour de repos. Il est également impliqué dans le commerce de produits de contrebande (y compris des bijoux) qui lui étaient donnés par des codétenus et qu'il échangeait contre de la nourriture et des produits divers venant de la population locale.
Deux jours avant la libération d'Auschwitz par les troupes soviétiques le 27 janvier 1945, Sokolov est transféré au camp de concentration de Mauthausen-Gusen. Il s'en échappe et retourne dans son pays natal, qui fait alors partie de la Tchécoslovaquie.

### Après la guerre
Ne connaissant que le nom de Gita Fuhrmannova, il se rend à sa recherche à Bratislava, le principal point d'entrée pour les survivants de retour. Après des semaines de recherche, il la retrouve incidemment dans une rue. Le couple se marie en 1945 et il modifie son nom de famille d'Eisenberg en Sokolov (nom marital de sa sœur), plus russe. Il ouvre ensuite une usine à Bratislava. Pendant ce temps, il s'engage dans une collecte de fonds pour soutenir la création de l'État d'Israël. Cette activité et la nationalisation de l'industrie par le gouvernement communiste du pays le conduisent à l'emprisonnement et à la saisie de son entreprise. Il est bientôt libéré et le couple émigre en Australie en 1948, s'établit à Melbourne et ouvre une usine de vêtements. Leur seul enfant, Gary, naît en 1961. Gita visite l'Europe à plusieurs reprises, mais Lale Sokolov n'y retourne pas. Il meurt en 2006.

### Le Tatoueur d'Auschwitz

#### Roman
Après la mort de Gita en 2003, il se sent capable de parler de son expérience en déportation ; il craignait jusqu'alors d'être perçu comme un collaborateur. Il est interviewé par Heather Morris au cours des trois années suivantes. Elle écrit un livre, publié en 2018 sous le titre The Tattoist of Auschwitz: based on the heart-breaking true story of love and survival,.
Traduite en français sous le titre Le Tatoueur d'Auschwitz (éditions J'ai lu), cette biographie romancée est contestée par de nombreux historiens en raison de ses invraisemblances et de sa représentation édulcorée de la Shoah. L'ouvrage est attaqué pour cause d'« inauthenticité » par l'Auschwitz Memorial Research Center.

#### Mini série
Dans Le Tatoueur d'Auschwitz son rôle est interprété par Harvey Keitel.